# FC Caransebeș
ACS Viitorul 1913 Caransebeș a fost un club de fotbal din Caransebeș, județul Caraș-Severin, România. Acesta a fost fondat în 2006 sub numele de Scorilo Autocatania Caransebeș. În timpul sezonului 2015-2016 al Ligii a II-a clubul a fost depunctat cu 88 de puncte, cea mai mare depunctare din istoria fotbalului din România. Ulterior, clubul a fost exclus din campionat, fapt ce a dus la retrogrdarea echipei pana în liga Liga a IV-a Caraș-Severin sub titulatura de ACS Viitorul 1913 Caransebeș.

## Palmares
- Liga a III-a
  - Câștigătoare (1): 2013-2014

## Lotul sezonului 2015-2016
La 26 decembrie 2015.
| Nr. |         | Poziție | Jucător                                  |
| --- | ------- | ------- | ---------------------------------------- |
| 1   | România | P       | Alexandru Oprea                          |
| 2   | România | F       | Sabin Lupu                               |
| 3   | România | F       | Sorin Răducu                             |
| 4   | România | F       | Daniel Bogdanovici                       |
| 5   | România | F       | Cornel Suciu (împrumutat de la Viitorul) |
| 6   | Italia  | F       | Antonio Stelitano                        |
| 7   | România | M       | Robert Roșoagă                           |
| 8   | România | M       | Monel Cârstoiu                           |
| 10  | România | M       | Alin Roman                               |
| 11  | România | M       | Mădălin Livan                            |
| 17  | Italia  | M       | Alessandro La Vecchia                    |
| 18  | România | F       | Ionuț Boldea                             |
| 19  | România | A       | Constantin Stoica                        |
| 23  | România | F       | Herman Bona                              |
| 69  | România | F       | Sorin Bușu (Căpitan)                     |

| Nr. |         | Poziție | Jucător                                    |
| --- | ------- | ------- | ------------------------------------------ |
| 77  | România | F       | Dragoș Săulescu                            |
| 87  | România | M       | Cristian Suru                              |
| 90  | România | P       | Răzvan Negrilă (împrumutat de la Pandurii) |
| 93  | România | P       | Cristian Birăescu                          |
| —   | România | F       | Andu Moisii (împrumutat de la CSMS Iași)   |
| —   | România | F       | Laurențiu Vătafu                           |
| —   | România | M       | Dan Telecican                              |
| —   | România | M       | Giani Stoichițoiu                          |
| —   | România | M       | Alexandru Dumitru                          |
| —   | România | M       | Ion Feneș                                  |
| —   | România | M       | Alin Imbre                                 |
| —   | România | A       | Alexandru Curelea                          |
| —   | România | A       | Marius Ion                                 |
| —   | România | A       | Cosmin Țuțul                               |
| —   | România | A       | Cosmin Negoescu                            |